# Zandbijwaaiertje
Het zandbijwaaiertje (Stylops ater) is een insectensoort behorend tot de waaiervleugeligen.

## Verspreiding
Hij komt voor in Europa (Nederland, Zweden, België, Polen, Estland, Duitsland, Rusland en Denemarken).